# Emmanuel Halgan (homme politique)
Pour les articles homonymes, voir Emmanuel Halgan.
Emmanuel Léonce Halgan, né à Nantes le 16 février 1839 et mort à Vertou le 22 octobre 1917, est un homme politique français.

## Biographie
Petit-fils de l'amiral Emmanuel Halgan, il est le fils d'Emmanuel Marie Joseph Halgan (1802-1877), avocat et trésorier des invalides de la Marine à Nantes, président de la Société industrielle de Nantes, et de Pauline Douault. Il est le demi-frère de Stéphane Halgan. 
Il est président du conseil général de la Vendée de 1913 à 1917 et sénateur monarchiste de la Vendée de 1885 à 1917.
Gendre d'Adolphe Le Cour de Grandmaison puis de François Bardoul, il est le beau-père de Henri Colins, de Henri Le Cour-Grandmaison et du général Guy Villemain.

## Sources
- « Emmanuel Halgan (homme politique) », dans Adolphe Robert et Gaston Cougny, Dictionnaire des parlementaires français, Edgar Bourloton, 1889-1891 [détail de l’édition]
- « Emmanuel Halgan (homme politique) », dans le Dictionnaire des parlementaires français (1889-1940), sous la direction de Jean Jolly, PUF, 1960 [détail de l’édition]